# Heinz Schoenenberger
Heinz Schoenenberger (Olten, 2 mei 1963) is een Zwitsers componist, muziekpedagoog, dirigent en trompettist.

## Levensloop
Schoenenberger kreeg zijn eerste trompetlessen van Eduard Ulrich in de Jugendmusik Olten in zijn geboortestad. Aanvankelijk leerde hij het beroep van machinebankwerker, maar aansluitend studeerde hij aan de Muziekacademie Bazel in Bazel HaFa-directie bij Felix Hauswirth en trompet bij Mario Populin en Edward Tarr. Hij volgde ook meestercursussen voor dirigeren en compositie bij onder andere David Whitwell, Ronald Johnson, Donald Hunsberger, Frederick Fennell, Warren Benson, Vinko Globokar en Alfred Reed. In 2005 behaalde hij ook het diploma als leider van een muziekschool.
In 1984 werd hij lid van het Sinfonische Blasorchester des Schweizer Armeespiels onder leiding van Albert Benz en Josef Gnos. Van 1989 tot 1995 dirigeerde hij - als opvolger van Albert Häberling - de in Zwitserland bekende Stadtmusik Uster, die regelmatig aan de Internationalen Festlichen Musiktage met wereldpremières van authentieke werken voor harmonieorkest deel naam. Sinds maart 2005 is hij dirigent van de Musikgesellschaft Harmonie Biberist. 
Hij gasteert als solist, orkestmusicus en dirigent in verschillende orkesten in heel Europa en in de Verenigde Staten en Canada. Hij was oprichter van de Oltener Musiktage en vrije medewerker bij de privé-omroep Radio 32 en de DRS (omroep). Als componist krijgt hij regelmatig opdrachten van organisaties. 
Voor zijn verdiensten werd hij van de Regierungsrat met de Auszeichnungspreis für Musik vom Kanton Solothurn onderscheiden. Sinds begin 2004 is hij lid van de muziekcommissie van de Solothurner Blasmusikverband (SOBV).

## Composities

### Werken voor orkest
- 1992 d' Stadt Olte stoht im Ring, voor gemengd koor en symfonieorkest

### Werken voor harmonieorkest
- 1994 Festival Sounds
- 1999 Oldunum - A Festival Ouverture
- 1999 The Mask of the Night - (première tijdens de wereld conferentie van de World Association for Symphonic Bands and Ensembles (WASBE) in 1999 in San Louis Obispo, USA)
- 2004 TOD MUSIK LIEBE, ein musikalisch-philosophischer Zyklus, voor harmonieorkest (première tijdens de Mid-Europe-Clinic 2004 in Schladming)
- Concertino, voor synthesizer en harmonieorkest
- Encore
- Entrückung
- Fight Case (...ein karibischer Spass!)
- Kinderszenen
- Rascherzky Marsch
- Stadt Olten, mars
- Weg frei

### Pedagogische werken
- 2007 Test für Blasinstrumente